# 山のぼりゲーム

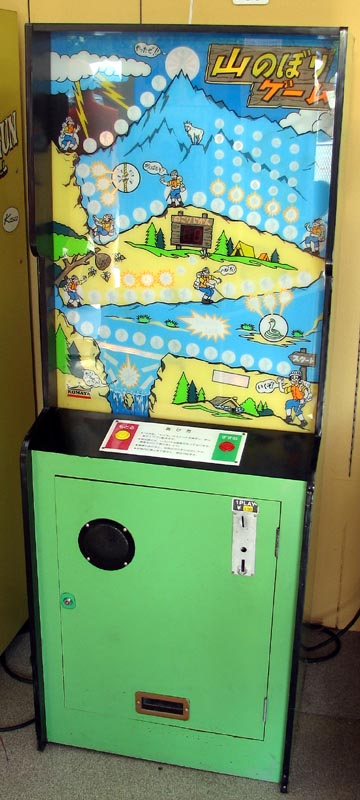
山のぼりゲーム

山のぼりゲーム（やまのぼりゲーム）は、1981年にこまやより発売されたエレメカ式アーケードゲームである。発売当時は既にテレビゲームが主流であったが、その内容が子供達の心をつかみ、人気あるエレメカの一つとなった。このため発売当初から現在まで設置、あるいはレゲー（レトロゲーム）の代表格として設置しているゲームコーナーや駄菓子屋が今も存在する程であり、2011年10月には当時の機体を忠実に再現した復刻版も発売された。
こまや自体が2015年8月21日で事業を停止し、同年11月26日に破産手続開始決定を受けたことから、破産手続開始後の製品自体の扱いは未定となっている。

## 概要
1. ゲームがスタートすると60秒のカウントダウンが始まる。
2. 制限時間内に前進ボタンと後退ボタンを使い、ふもとから頂上までの山のぼりを目指す。だが途中には様々な障害（落下する橋、蜂、ヘビ、落石、切れるロープ、雷）があり、それぞれ固有の妨害方法や効果音を持つ。障害にぶつかれば衝突音が発生し、スタートからやり直しとなる。
3. 制限時間内に頂上にたどり着けなければゲームオーバー。制限時間内にたどり着くと、クリアとなり残りの秒数が表示されて景品が獲得できる。登頂に費やした秒数が短い（残り時間が多い）ほど優れた成績となる。

プレイヤー（登山家）の移動や障害物などは全て電球で表示され（ヘビ地帯が円盤の回転による表示になっているバージョンも存在する）、エレメカによくあるミニチェアなど物理的対象物は存在しない。制限時間内の活動を競うという内容は、『スペースインベーダー』より前に作られたテレビゲームに多く見られる為、結果としてあらゆるエレメカの中で、極めてテレビゲームに近い雰囲気を持つゲームと評される事もある。
このゲームの難易度設定は2個の半固定ボリュームを調整して行う。1つはゲーム中盤の落石地帯、もう1つはラストの雷地帯で、メーカー出荷時はほぼ中央に設定されている。一番易しい設定にした場合は10歳以下の子供でも遊べる難易度だが、最高難易度にした場合だと落石や雷の速度が異常なまでに速く、本ゲームを得意とするプレイヤーでさえ頂上まで辿り着くのが困難であり、半ば運に任せるしかない状況であった。
なお、プライズゲームではあるものの、抽選機構や理不尽な制御などは備えていないため、メーカー出荷時の状態である程度のプレイスキルを持っていれば必ず景品を獲得できる。そのため、景品も市価がプレイ料金と同額（原価にするとプレイ料金よりも安価）かそれ以下のものが使われることがほとんどである。

## シリーズ・派生品
対抗やまのぼり競争
本作の続編。2人用で並んで競争する（1人でプレイも可能）。ミスなどのときに合成音声が流れる。少数作られた。
クマ公のハチ退治
本作と同タイプの筐体を使用してリリースされた派生品。ゲームシステムは前作とほぼ同じだが、こちらは一番上の蜂の巣まで到達して蜂の巣を攻撃し、「にげろ！」の音声合成を合図にUターンしてスタート地点まで無事戻ればゲームクリアとなっている。Uターン時は、ハチの速度が上昇し難易度が上がる。ミスする度に音声合成で「アイタ！」と喋るのが特徴。
山のぼりゲーム（復刻版）
2011年10月下旬より稼働開始。ランプをLEDに変更し省エネ設計となった以外は、当時の外観と内部構造を忠実に再現している。ヘビ地帯は電球仕様。筐体価格は298,000円（税別）。

## 移植版
iPhone/iPadアプリ版 山のぼりゲーム
開発はボトルキューブ、版権管理・販売はゾディアック。『レトロゲームミュージアム』シリーズのひとつとしており、駄菓子屋の店頭にゲーム機が置いてある設定となっている。シリーズ共通の仕様として、クリアするとチケットが手に入り、駄菓子屋の商品を模したアイテムと交換できる。難易度は低めで、たまにさらに難易度（落石や雷などの速度）が下げられた設定で遊ぶことができる。ヘビ地帯は電球仕様。発売開始時点でのダウンロード価格は350円。